# Mari Hemmer
Mari Hemmer (Oslo, 20 november 1983) is een voormalig Noors langebaanschaatsster. Ze is een allroundschaatser met een voorkeur voor de langere afstanden. Na het seizoen 2013-2014 is Hemmer gestopt.

## Biografie
Op nationaal niveau draaide Hemmer redelijk mee en was ze sinds 2002 meestal in de top vijf van de diverse klassementen te vinden (allround- en afstandskampioenschappen). Ze is vijfvoudig Noors kampioene op de 5000 meter en ze won vier keer het Noorse allround kampioenschap. Op internationaal niveau speelde Hemmer doorgaans geen grote rol van betekenis.
Ze nam in 2007 voor het eerst deel aan het EK Allround en eindigde op de achttiende plaats. Op het EK Allround van 2008 eindigde ze op de zestiende plaats. Omdat Maren Haugli op dit EK voor Noorwegen een startbewijs voor de WK Allround had veilig gesteld en deze zelf niet kon invullen, kreeg Mari Hemmer alsnog de kans om te debuteren op het WK Allround. Ze eindigde op de achttiende plaats in het klassement.

## Persoonlijke records
| Afstand      | Tijd     | Datum            | Baan           |
| ------------ | -------- | ---------------- | -------------- |
| 500 meter    | 40,51    | 12 februari 2011 | Calgary        |
| 1000 meter   | 1.19,56  | 22 maart 2009    | Calgary        |
| 1500 meter   | 1.57,52  | 19 februari 2011 | Salt Lake City |
| 3000 meter   | 4.05,98  | 15 november 2013 | Salt Lake City |
| 5000 meter   | 7.01,02  | 18 februari 2011 | Salt Lake City |
| 10.000 meter | 14.47,49 | 20 maart 2009    | Calgary        |

## Resultaten
| Jaar | NK Afstanden                           | NK Sprint | NK Allround | EK Allround | WK Allround | WK Afstanden                                   | Olympische Spelen                     | WK Junioren            |
| ---- | -------------------------------------- | --------- | ----------- | ----------- | ----------- | ---------------------------------------------- | ------------------------------------- | ---------------------- |
| 1999 |                                        |           |             |             |             |                                                |                                       | NC38                   |
| 2000 |                                        |           |             |             |             |                                                |                                       |                        |
| 2001 |                                        |           |             |             |             |                                                |                                       | NC25                   |
| 2002 |                                        |           |             |             |             |                                                |                                       | NC31 11e achtervolging |
| 2003 | 4e 1000m · 3000 · 5000m                |           | 4e          |             |             |                                                |                                       | 19e                    |
| 2004 | 1500m · 3000m · 5000m                  | Zilver    | 4e          |             |             |                                                |                                       |                        |
| 2005 | NS2 500m · 4e 1500m · 4e 3000m · 5000m |           | Goud        |             |             |                                                |                                       |                        |
| 2006 | 1500m · 3000m · 4e 5000m               | 4e        | 4e          |             |             |                                                |                                       |                        |
| 2007 | 4e 1500m · 3000m                       |           | Goud        | NC18        |             | 21e 3000m                                      |                                       |                        |
| 2008 | 1500m · 3000m · 5000m                  |           | Goud        | NC16        | NC18        | 15e 3000m 16e 5000m                            |                                       |                        |
| 2009 | 500m · 1500m · 3000m                   | Goud      | Zilver      | NC17        |             |                                                |                                       |                        |
| 2010 | 1500m · 3000m · 5000m                  | Goud      | Goud        |             | NC20        |                                                |                                       |                        |
| 2011 | 4e 500m · 1500m · 3000m                |           | Zilver      | 7e          | NC21        | 11e 1500m 10e 3000m 13e 5000m 5e achtervolging |                                       |                        |
| 2012 | 1500m · 3000m · 5000m                  |           | Zilver      | NC18        | NC21        | 18e 3000m                                      |                                       |                        |
| 2013 | 6e 500m · 1500m · 3000m · 5000m        |           | Zilver      | NC16        | NC17        | 22e 3000m 14e 5000m 6e achtervolging           |                                       |                        |
| 2014 | 7e 500m · 1500m · 3000m · 5000m        |           | · (4e, , )  |             |             |                                                | 14e 3000 m 7e 5000 m 7e achtervolging |                        |

NC = niet gekwalificeerd voor laatste afstand, NS2 = niet gestart op tweede afstand

### Medaillespiegel
| Kampioenschap | Goud | Zilver | Brons |
| ------------- | ---- | ------ | ----- |
| NK Afstanden  | 9    | 9      | 10    |
| NK Allround   | 4    | 5      | 0     |
| NK Sprint     | 2    | 1      | 0     |